# 広島バス

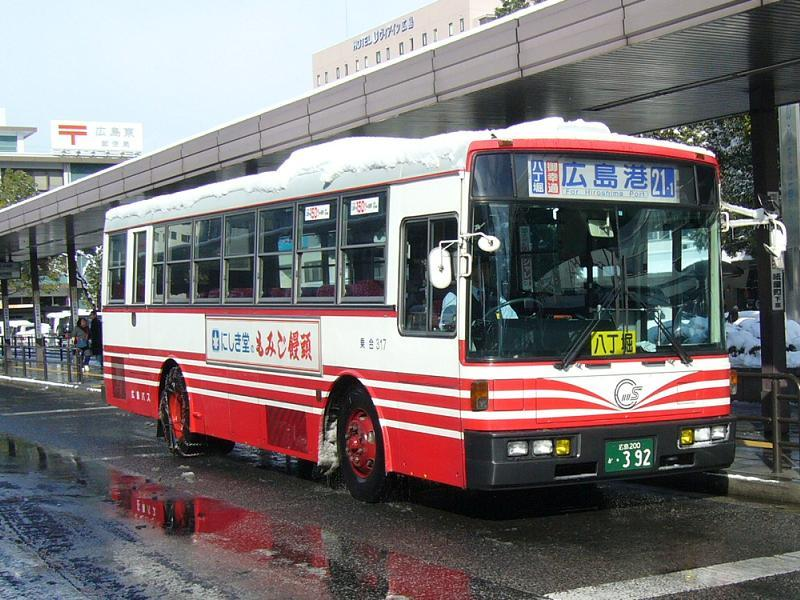
広島バス 一般路線車両

広島バス株式会社（ひろしまバス、英語: HIROSHIMA-BUS CO., Ltd.）は、広島市を中心とした路線バス・貸切バスを運行する会社である。本社は広島県広島市中区光南六丁目1番68号。

## 概要
広島市の旧市街（中区・南区・東区・西区）と安佐北区および府中町に14路線16系統の路線網を持つ。安佐北区への路線は小河原町・高陽A団地へ向かう29号線（深川線）、府中町を経由する路線は洋光台団地（南区向洋新町）へ向かう21号線（宇品線）のみで、基本的には旧市街を中心に運行している。どの路線でも運行頻度が多く、各系統が集中する広島駅 - 紙屋町間は運行頻度が夜を除いて2分に1本以上の間隔で走っている。
帝産グループの事業を引き受ける形で運行を開始したこともあり、全国の帝産グループ同様に1965年（昭和40年）11月16日から、資本関係の無くなる1971年（昭和46年）8月31日まで『帝産広島バス』
という社名を名乗っており、バスの車体には帝産グループ所属バスの特徴であるグレイハウンド犬が描かれていた。その後広島電鉄との関係を深め、1971年（昭和46年）9月8日から、独占禁止法の排除勧告を受け入れる1973年（昭和48年）7月まで、広島電鉄と広島バスが経営統合を行ったこともある（広電バス#昭和40年代のバス事業再編計画参照）。その時の取り決めで増岡組に株式が譲渡され、2013年2月現在も系列の鉄鋼ビルディングを含め65%強の株式を所有する大株主になっている。
広電バスの「青バス」に対して「赤バス」と呼ばれる。広電の株式放出後も、ノンステップバスの試行導入時にお互いに塗色パターンをそろえた車両を同時導入するなど現在も関わりが深い（現在も広島電鉄は広島バスの大株主の一つでもある）。
2008年1月26日にICカード乗車券PASPY使用が広島市内中心部路線で開始され、2009年8月8日の中山・深川線の使用開始により全線で使用可能となった。なお、広島バスでは2017年2月までPASPY定期券は発売せず、紙製定期券のみを発売しており、下車時に乗務員に券面を提示する必要があった。2017年3月1日からPASPY定期券の発売を開始し、紙製の定期券の新規発行を廃止するが、小河原車庫での注文と取次販売は同年6月30日まで暫定措置として継続する。

### 略歴
- 1950年（昭和25年）
  - 5月24日 - 会社設立[9]。
  - 8月3日 - 一般乗合旅客自動車運送事業の免許を受ける[9]。
  - 8月26日 - 帝産オート株式会社中国支社の車両と従業員を引き継ぎ[2] 運行を開始[9]。当初は全区間均一運賃であった[9]。
- 1951年（昭和26年）
  - 2月 - 一般貸切旅客自動車運送事業の免許を受ける[9]。
  - 3月1日 - 定期観光バスの運行を開始[10]。
- 1965年（昭和40年）
  - 2月15日 - 芸陽バスに資本参加[11]。
  - 11月16日 - 「広島バス株式会社」から「帝産広島バス株式会社」に社名変更[11]。
- 1971年（昭和46年）
  - 8月25日 - 帝産オートとの提携関係が解消されたことにより臨時株主総会開催[5]。
  - 9月1日 - 「帝産広島バス株式会社」から「広島バス株式会社」に社名変更[5]。
  - 9月8日 - 広島電鉄と資本提携[5]。
- 1973年（昭和48年）
  - 1月15日 - 広島電鉄のバス・電車との連絡定期券を発売開始。
  - 7月17日  - 公正取引委員会より私的独占の禁止及び公正取引の確保に関する法律（独占禁止法）上の競争の実質的制限にあたるとする排除勧告に広島電鉄が同意[12]。
  - 8月9日 - 合意に基づき株式を譲渡し、増岡組傘下となる[12]。
- 1984年（昭和59年） - 最後までツーマン運転だった中山線がワンマン化され、全線ワンマン化が完了[13]。
- 2009年（平成21年）2月28日 - 広電バスとの連絡定期券の発売を廃止[14]。
- 2012年（平成24年）3月9日 - 所有する芸陽バスの全株式を広島電鉄に譲渡した[1]。
- 2013年（平成25年）12月1日 - 定期観光バスの全コースが廃止となる。
- 2017年（平成29年）11月1日 -  この日より広島市内中心部を走るバスの運賃を180円均一に変更した[15]。
- 2020年（令和2年）1月26日 - この日より広島市内中心部を走るバスの180円均一運賃のエリアが拡大され、運賃を190円に変更した[16]。
- 2022年（令和4年）11月1日 - この日より広島市内中心部を走るバスの190円均一運賃のエリアが拡大され、運賃を220円に変更した[17][18]。
- 2023年（令和5年）12月１日 - この日から12月28日まで広島市・広電バスと共同で日中時間帯の29号線矢賀経由便を温品四丁目までの運行とする実証運行を行った(PASPY利用時に限り温品四丁目で乗り継ぎでも直通と同額運賃扱いとした。)[19][20]。
- 2024年（令和6年）10月1日 - この日から12月28日まで広島市・広電バスと共同で日中時間帯の29号線矢賀経由便を大須三丁目(循環線)及びイオンモール広島府中(1往復のみ)までの運行とする実証運行を行う(PASPY利用時に限り温品四丁目、大須三丁目で乗り継ぎでも直通と同額運賃扱いとする。また大須三丁目バス停近くの商業施設にバス接近表示器を設置する。) [21][22]。
- 2025年（令和7年）
  - 2月1日 - この日より広島市内中心部を走るバスの220円均一運賃のエリアが拡大され、運賃を240円に変更した[23]。
  - 3月29日 - この日をもって交通系ICカードPASPYのサービスを終了[24]。
  - 3月30日 - この日から交通系ICカードICOCAのサービスを開始[24]。

## 各営業所の所在地

### 現在の営業所・車庫
- 大州営業課（22号線の起終点） - 開業時に帝産オートより引き継ぎ[2]
  - 広島県広島市南区大州一丁目5番地30号
    - 管轄路線：21号線・22号線・26号線・51号線・エキまちループ（101号線・102号線・103号線）・まちのわループ（301号線・302号線・321号線・322号線・331号線・332号線・341号線・342号線）
- 吉島営業課（24号線の起終点） - 1964年3月25日に吉島第二車庫として開設[25]
  - 広島県広島市中区南吉島二丁目4番33号
    - 管轄路線：23号線・24号線・25号線・27号線・28号線・50号線・エキまちループ（101号線・102号線・103号線）・西風みなとライン（201号線・202号線）・広島みなと新線（311号線・312号線）
- 小河原営業所（29号線の起終点） - 2001年3月22日開設[26]
  - 広島県広島市安佐北区小河原町字片山1159番地3
    - 管轄路線：29号線
- 向洋車庫（21号線の起終点） - 1973年8月11日開設[12]
  - 広島県広島市南区向洋大原町9番1号
- 井口車庫（25号線の起終点） - 1981年6月18日開設[27]
  - 広島県広島市西区商工センター八丁目3番4号
- 東浄車庫（27号線の起終点）
  - 広島県広島市東区戸坂新町二丁目2番4号

### 過去の営業所・車庫
- 寺分車庫 - 1976年7月29日開設[28]、2001年3月22日閉鎖[26]
- 流川営業所 - 1952年6月20日開設[29]、1958年11月30日閉鎖[30]
- 玖村車庫（30号線の起終点） - 元は国鉄バス真亀車庫跡。高陽車庫移転後も暫く折り返し1便の設定があったが廃止。

### 貸切バス
- 観光部（観光営業課）
  - 広島県広島市中区光南六丁目1番68号 - 1959年6月27日に吉島第一車庫として開設[30]
    - 管轄路線：エアポートリムジン

## 路線バス

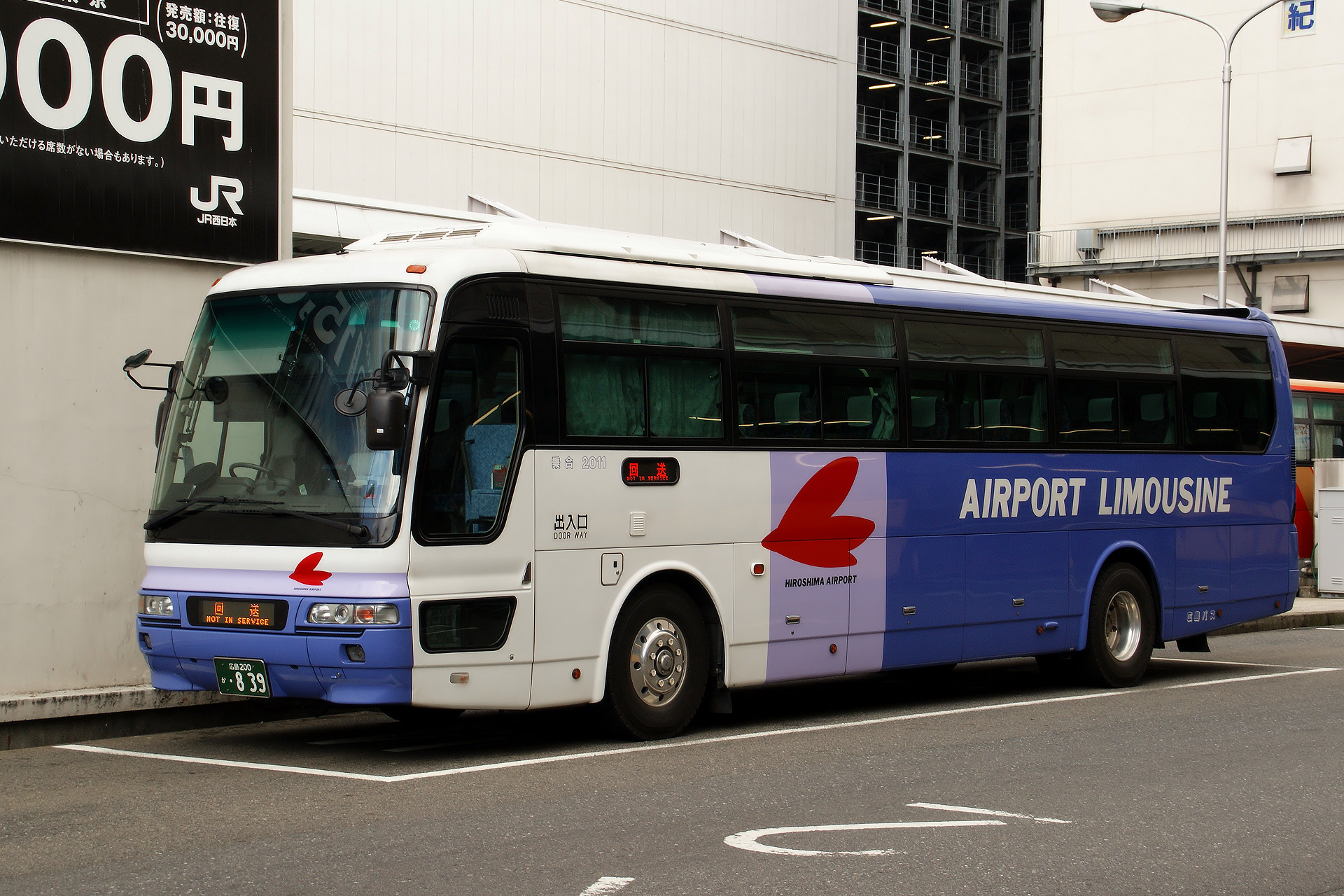
高速バス（エアポートリムジン）

### 高速バス

#### 自社便
詳細な運行案内は#外部リンクの広島バスサイトを参照。
エアポートリムジン
- 広島駅新幹線口 - 広島空港
- 広島バスセンター - 広島空港
  - 共同運行：広電バス・広島交通・中国JRバス・芸陽バス

#### 過去の路線
いずれも防長交通に路線を移管（または広島バス撤退後に防長交通が参入）している（その後路線そのものも廃止）。
- もみじ号・SANYO EXPRESS（広島 - 京都） - 京都交通（当時）と共同運行
- ながさき号・ひろしま号（広島 - 長崎） - 長崎県交通局と共同運行

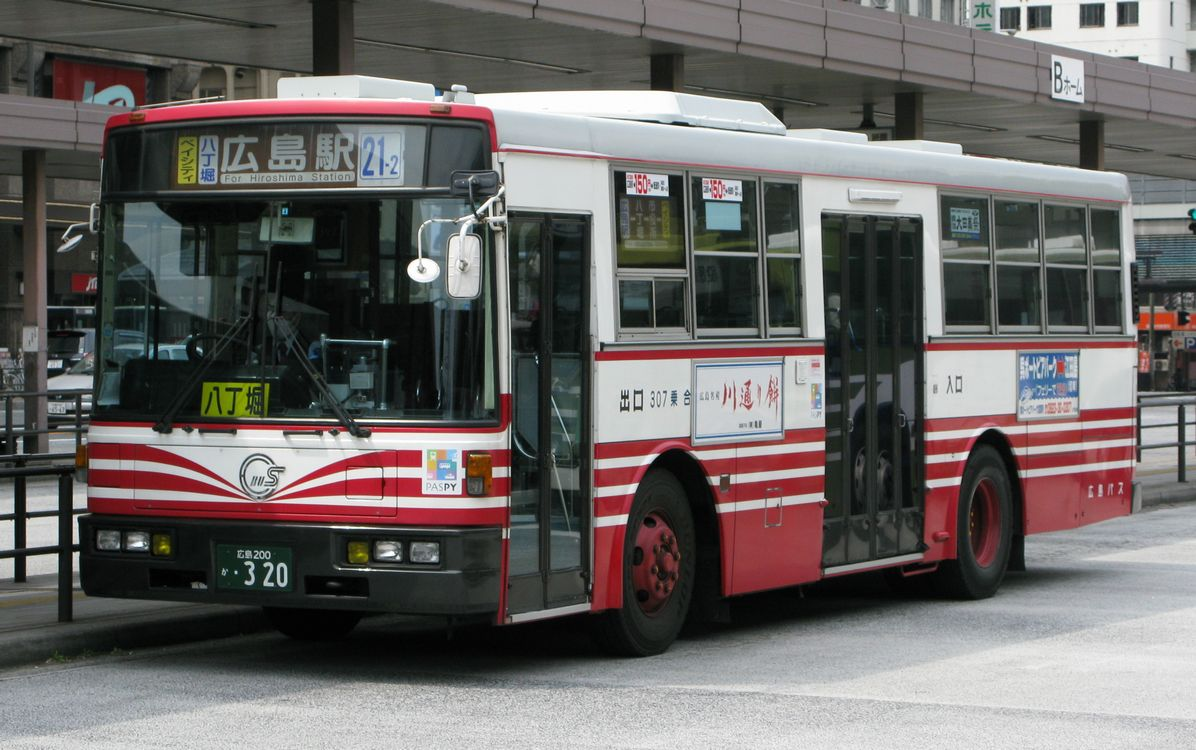
一般路線バス　(21号線)

### 一般路線バス
詳細な運行案内は#外部リンクの広島バスサイトを参照。

#### 21号線（宇品線）
| 系統 | ルート | 特記事項                                               |
| ---- | --- | ------------------------------------------------------ |
| 21   | 洋光台団地-向洋大原-マツダ本社前（向洋駅前）-マツダスタジアム前-広島駅-八丁堀-紙屋町-エディオンピースウイング広島 | 毎時4便の運行（向洋大原-エディオンピースウイング広島） |
| 21-2 | 広島駅-八丁堀-紙屋町-市役所前-ベイシティ宇品-広島港桟橋（-グランドプリンスホテル広島）                            | 毎時4便の運行（広島駅-広島港） 21-2：ベイシティ経由    |

上記便の他に、向洋方面-広島港方面の直通便、市立広島特別支援学校前発着便、21-1：御幸橋・御幸通り経由・広島港発着便、合同庁舎経由便、広島港湾振興事務所発着便などがある。
備考
- 洋光台乗り入れは2002年2月13日から[32]。
- ベイシティ経由は2003年9月に新設。
- 南区の洋光台団地から同じ南区の宇品に行くという、広島を走る路線バスでは珍しい起点と終点の直線距離が近いのに市街地を通る路線だが、直通便は少ない。日中は洋光台団地/向洋大原 - 広島駅 - 紙屋町 - エディオンピースウイング広島、および広島駅 - 紙屋町 - 広島港桟橋/グランドプリンスホテル広島の区間運行が基本。
- 朝のグランドプリンスホテル広島発には元宇品旧道経由・広島港桟橋経由便もあったが、元宇品旧道経由は2010年9月30日をもって廃止となった。
- 2020年1月26日から御幸通経由便は平日のみの運行となった。
- 2023年4月1日をもって御幸通を経由する洋光台団地ゆきは廃止。
- 紙屋町(県庁前)発着便は、2024年2月11日から発着地をエディオンピースウィング広島に延伸した。
- 広島港湾振興事務所発着便は2025年7月22日より、平日ダイヤの広島港桟橋発着便の一部を延伸する形で運行を開始。

#### 22号線（横川線）
| 系統 | ルート                                                                                    | 特記事項                                                                                              |
| ---- | ----------------------------------------------------------------------------------------- | --- |
| 22   | 広島駅→八丁堀→十日市→横川→三滝観音                                                        | 横川駅構内には入らない （三滝方面は横川1丁目が横川駅の最寄停留所となる）                              |
| 22-H | 大芝町（祇園大橋）→大宮→三篠北町→横川→十日市→八丁堀→広島駅                                | 横川駅構内には入らない （八丁堀・広島駅方面は横川3丁目が横川駅の最寄停留所となる） 平日の朝のみの運行 |
| 22-H | 三滝観音→横川→十日市→八丁堀→広島駅                                                        | 横川駅構内には入らない （八丁堀・広島駅方面は横川3丁目が横川駅の最寄停留所となる）                    |
| 22-1 | 大芝町（祇園大橋）→大宮→三篠北町→白島北町→新白島駅→西白島→市民病院前→紙屋町→八丁堀→広島駅 | 八丁堀→広島駅はノンストップ、平日の朝1便のみ                                                          |

備考
- 広島駅から祇園大橋までは広電バス・広島交通・中国JRバスと同ルートを通っているが、バス停名・場所は、ほとんどが違う（三社よりもバス停間隔は狭い）。同じ南口発着の広島駅も乗り場は異なるが、降車場は同じである。
- 朝の広島駅発には合同庁舎経由便もあったが、合同庁舎経由は2018年5月12日をもって廃止となった。
- 大州車庫行きは2018年5月12日、大州車庫発は2021年1月23日をもって廃止となった。ちなみに、広島駅での大州車庫行きの降り場は広島駅止めとは異なっていた。
- 2018年5月13日から祇園大橋（現：大芝町）発着便は平日の朝のみの運行となった。
- 祇園大橋（現：大芝町）行きは2018年11月10日をもって廃止となった（祇園大橋（現：大芝町）発は引き続き運行）。
- 2019年10月1日にバス停名を一部変更した（三篠一丁目→三篠町一丁目、三篠三丁目→三篠町三丁目、（旧）大芝町→大宮、祇園大橋→（新）大芝町）。

#### 23号線（横県線）
| 系統 | ルート                                                                                     | 特記事項                                             |
| ---- | ------------------------------------------------------------------------------------------ | ---------------------------------------------------- |
| 23   | 横川駅-基町ショッピングセンター前-紙屋町-八丁堀-昭和町-南区役所前-出汐町-（旭町）-大学病院 | 毎時2便の運行 昭和町経由（上り横川駅発は旭町先回り） |
| 23-1 | 横川駅-基町ショッピングセンター前-紙屋町-八丁堀-比治山下-段原中央-大学病院前               | 毎時2便の運行 比治山トンネル経由                     |

備考
- 路線名の由来は、横川駅と旧広島県庁(現・広島大学病院)を結んでいることから。
- 大学病院-八丁堀・紙屋町・横川駅の区間において、昭和町経由便・段原中央経由便あわせて毎時4便の運行がなされている。
- 昭和町経由(23)と比治山トンネル経由(23-1)の運行本数比率はほぼ1：1である。
- 西白島→市民病院間の急行運転は2006年6月8日～2023年3月31日まで行なわれていた[33]（当初は2006年11月末までの試験運行だった）。当該区間はノンストップで、平日のみの運行だった。
- 以前は、本通り、貯金ホール(現・上野学園ホール)を経由する便や、三滝観音行き、紙屋町行きもあった。
- とうかさん・えびす講により中央通りが通行止めとなった時は、八丁堀・新天地を通らず本通り経由で運行される。
- 一部便は横川新町にある横川休憩所に一旦入ってから折り返しされる。

#### 24号線（吉島線）
| 系統 | ルート                                                                                                 | 特記事項                                                               |
| ---- | --- | ---------------------------------------------------------------------- |
| 24   | 広島駅-八丁堀-紙屋町-平和記念公園-加古町（文化交流会館前）-住吉町-吉島2丁目-光南町-吉島営業所/吉島病院 | 毎時6便の運行（平日の広島駅-光南町） 毎時4-6便の運行（土日祝の同区間） |

備考
平和大通り通行止め時は市役所経由で運行され、平和記念公園・文化交流会館を通らない。この場合、方向幕は「市役所経由」の表示で運行する。(表示の設定がない車両については平和記念公園経由のものを使用するが、前面のフロントガラスに「市役所経由」と書いた紙を掲示する)。

#### 25号線（草津線）
| 系統 | ルート                                                                    | 特記事項                                                      |
| ---- | ------------------------------------------------------------------------- | ------------------------------------------------------------- |
| 25   | 広島駅-八丁堀-平和記念公園-己斐-庚午住宅入口-草津東町-アルパーク-井口車庫 | 毎時4便の運行 平日朝の広島駅→井口車庫は商工センター1丁目経由  |
| 25   | 広島駅-八丁堀-十日市-己斐-庚午住宅入口-草津東町-アルパーク-井口車庫       | 平日朝の広島駅→井口車庫は商工センター1丁目経由 土曜・休日運休 |
| 急行 | 庚午住宅→庚午住宅入口→己斐→平和記念公園→八丁堀→広島駅                     | 己斐→平和記念公園間はノンストップ 土曜・休日運休              |
| 急行 | 己斐（西広島駅構内）→中電前→市役所                                        | 中電前以外はノンストップ 土曜・休日運休                       |

備考
- 急行便は2005年11月25日から運転開始[34]。
- 広島駅ゆき（急行便を除く）と市役所ゆき急行便のみ、西広島駅構内に入る。
- アルパークは、広島駅ゆきについては朝8時まではバスターミナル構内には入らず、西棟もみじ銀行前のバス停に停まる。
- 平和大通り通行止め時などの平和記念公園経由便は十日市経由で運行され、平和記念公園を通らない。その際、上り(広島駅方面)の河原町バス停は小網町交差点の手前に臨時に移設される(己斐橋は通らない)。市役所ゆき急行便は紙屋町廻りで運行するが、中電前まで止まらない。
- 庚午住宅ゆきは2021年1月23日をもって廃止となった。
- 2021年1月24日から、庚午住宅発は広島駅ゆき急行便のみの運行となった。
- 2021年1月24日から、十日市経由便は平日のみの運行となった。

#### 26号線（旭町線）
| 系統    | ルート                                                                              | 特記事項                                                                              |
| ------- | ----------------------------------------------------------------------------------- | ------------------------------------------------------------------------------------- |
| 26→26-H | 広島駅→縮景園入口→八丁堀→比治山橋→出汐→旭町→西旭町→出汐→比治山橋→八丁堀→幟町→広島駅 | 循環バス。 朝は旭町発広島駅ゆき，夜間は広島駅発旭町→西旭町止めがある（2011年8月1日-） |

備考
- とうかさん・えびす講により中央通りが通行止めとなった時は、八丁堀・新天地を通らず本通り経由で運行される。
- 2020年1月26日のダイヤ改正により、26-1号線（段原旭町線）はまちのわループ（都市循環線）（332号線→331号線）へ移行し、朝と夕方のみ運行となった。
- 2011年7月31日まで:26-1号線は広島駅→縮景園入口→八丁堀→比治山橋→西翠町→旭町→出汐→比治山橋→八丁堀→幟町→広島駅の区間を運行。
- 2023年4月1日から、朝ラッシュ時と夜以降の時間帯のみ運行となった。

#### 27号線（中山線）
| 系統 | ルート                                                                                      | 特記事項          |
| ---- | ------------------------------------------------------------------------------------------- | ----------------- |
| 27   | 紙屋町-八丁堀-広島駅-新幹線口-大内越峠-中山踏切-中山中町-第一病院前-戸坂中学校-戸坂東浄団地 | 毎時3便以上の運行 |

備考
- かつては紙屋町-広島駅間で合同庁舎を経由する便や、広島駅-中山間で矢賀を経由する便が存在した。また、戸坂東浄→広島駅止めの便もあった。

#### 28号線（鈴商線）
| 系統 | ルート                                                                      | 特記事項                                               |
| ---- | --------------------------------------------------------------------------- | ------------------------------------------------------ |
| 28   | アルパーク → 新井口駅 → 鈴が峰住宅 → 鈴が峰小学校下 → 新井口駅 → アルパーク | 毎時1～2便の運行。ただし、11時から14時台の運行はなし。 |
| 28   | アルパーク - LECT                                                           | 日中20分間隔で運行                                     |

備考
- アルパーク → 商工センター5丁目 → 中央市場前 → 商工センター2丁目 → アルパークの経路も存在したが、2014年1月13日をもって廃止となった。
- 運行開始当初は広電バスとの共同運行だった。
- LECT → アルパーク → 鈴が峰住宅 → アルパーク → LECTの全区間を直通する便も存在したが、2019年5月10日をもって廃止となった。

#### 29号線（深川線）
| 系統 | ルート | 特記事項                       |
| ---- | --- | ------------------------------ |
| 29   | 広島バスセンター-八丁堀-広島駅-新幹線口-中山踏切-下温品-上温品北-寺分-小河原車庫 | 毎時3便以上の運行              |
| 29   | 広島バスセンター→八丁堀→広島駅→新幹線口→矢賀新町2丁目→大須3丁目→下温品→上温品北→寺分→小河原車庫 | 矢賀・温品経由 9-16時台を除く  |
| 29   | 小河原車庫→寺分→上温品北→下温品→大須3丁目→矢賀新町2丁目→東区役所前→広島駅→広島バスセンター | 大須・矢賀経由 9-16時台を除く  |
| 29   | 小河原車庫→寺分→馬木料金所→（ぬくしなバイパス）→矢賀4丁目→矢賀新町2丁目→東区役所前→広島駅→広島バスセンター                                                                                                   | 温品バイパス経由 平日朝3便のみ |
| 29   | 広島駅→新幹線口→大内越峠→下温品→上温品北→寺分→小河原車庫 | 広島駅始発便 朝2便のみ         |
| 29   | 小河原車庫-住田橋北-中深川-地区センター |                                |
| 29   | 小河原車庫→温品4丁目→矢賀4丁目→大須3丁目→本町4丁目→温品4丁目→小河原車庫 矢賀4丁目もしくは大須3丁目にて広電バス2号線（広島駅・八丁堀・県庁前方面）と乗り継ぎ                                                  | 実証運行 10-16時台のみ         |
| 29   | 小河原車庫→温品4丁目→矢賀4丁目→矢賀新町2丁目→イオンモール広島府中→矢賀新町2丁目→大須3丁目→本町4丁目→温品4丁目→小河原車庫 矢賀4丁目もしくは大須3丁目にて広電バス2号線（広島駅・八丁堀・県庁前方面）と乗り継ぎ | 実証運行 9時台の1便            |

備考

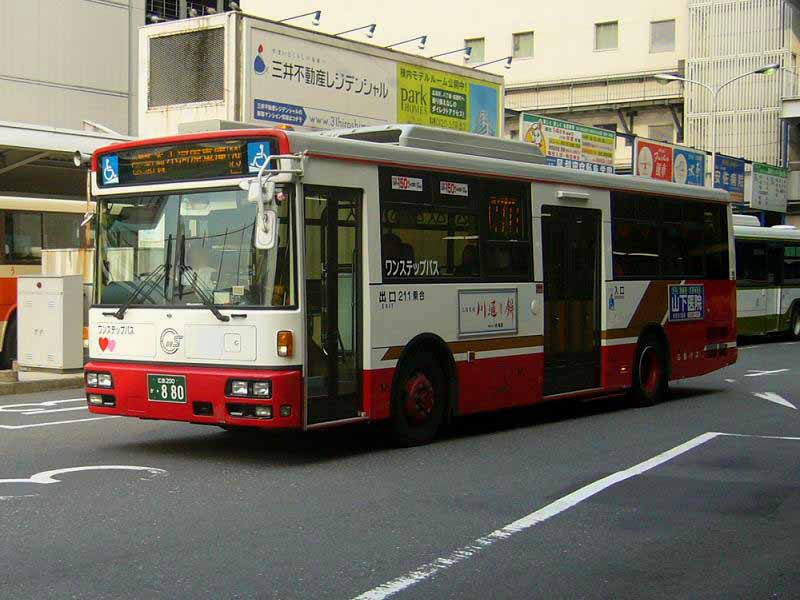
一般路線バス（29号線）

- 八丁堀・広島駅-大内越峠-中山踏切の区間において、27号線・29号線あわせて毎時6便以上の運行がなされている。
- 路線としての全区間は「広島バスセンター - 下温品 - 小河原車庫 - 地区センター」間だが全区間を直通する便はない。小河原車庫 - 地区センター間は平日5往復、土曜・休日4往復のみ。
  - 以前は、広島バスセンター - 下温品 - 上深川までの直通運転があったが、2007年3月1日の改正で、広島バスセンターからの直通区間が小河原車庫までに短縮された[35]。
- 広島駅-広島バスセンター間は八丁堀のみに停車する
- 大内越峠経由広島バスセンターゆきの新幹線口バス停は、基本的にシェラトン前のほうに停まるが、朝のみ新幹線口構内に入る。
- 矢賀経由広島センター行きのみ、東蟹屋町交差点から荒神陸橋に左折し、広島駅南口を通りバスセンターへ向かう
- 2024年10月1日から12月28日までの期間、9-16時台の矢賀経由便を対象に実証運行を行っている[36]。

#### 30号線（高陽線）※廃止(移管)済
| 系統 | ルート                                                     | 特記事項   |
| ---- | ---------------------------------------------------------- | ---------- |
| 30-2 | バスセンター→新白島駅→千足→矢口→玖村駅前→玖村車庫          |            |
| 30-2 | バスセンター→新白島駅→千足→矢口→矢口が丘→玖村駅前→玖村車庫 | 1日3便のみ |
| 30K  | 玖村車庫→玖村駅前→矢口→千足→新白島駅→バスセンター          |            |
| 30K  | 玖村車庫→玖村駅前→矢口が丘→矢口→千足→新白島駅→バスセンター | 1日3便のみ |

備考　　
- 広島駅 - 上岩の上間は中国JRバス（高陽A団地行き・高陽車庫・上深川行き）と広島交通（高陽A団地、高陽C団地、高陽車庫、深川台、深川経由大林車庫行き、深川経由桐陽台行き）と競合。
- 広島駅 - バスセンター間は2021年1月23日をもって廃止となった。
- 2023年4月1日から、広島交通に移管。玖村車庫は廃止、高陽車庫まで運行。

#### 50号線（東西線）
| 系統 | ルート                                                                                                | 特記事項                                                                             |
| ---- | --- | ------------------------------------------------------------------------------------ |
| 50   | 広島駅-平塚町-宝町北（ヒルトン広島前）-御幸橋-吉島西-広商入口-観音新町-庚午住宅入口-草津町-アルパーク | 一部は御幸橋 - アルパークの運行。 平日朝は吉島東発広島駅行きがある 毎時2便以上の運行 |

備考
- 庚午橋(庚午三差路交差点) - アルパーク間の宮島街道は25号線と重複する。
- かつては広電バスと共同運行していた。

#### 51号線（平塚線）
| 系統 | ルート                                      | 特記事項                                |
| ---- | ------------------------------------------- | --------------------------------------- |
| 51-1 | 市役所前→国泰寺2丁目→保健所東→平塚町→広島駅 | 夕ラッシュ時1便のみ運行、土曜・休日運休 |

備考
- 2002年3月19日開設[37]。
- 2018年5月13日のダイヤ改正により、51号線（広島駅→市役所前）はエキまちループ（都市循環線）（103号線）へ移行。51-1号線（市役所前→広島駅）は夕ラッシュ時2便のみ運行となった。
- 2021年4月1日のダイヤ改正により、51-1号線（市役所前→広島駅）は夕ラッシュ時1便のみ運行となった。

#### 広島国際フェリーポート線
| 系統 | ルート                                                       | 特記事項                         |
| ---- | ------------------------------------------------------------ | -------------------------------- |
|      | 広島駅 - 八丁堀 - 紙屋町 - 市役所前 - 広島国際フェリーポート | 接続する航路休止により現在運休中 |

#### エキまちループ（都心循環線）
| 系統 | ルート                                                                             | 特記事項 |
| ---- | ---------------------------------------------------------------------------------- | --- |
| 101  | 広島駅→八丁堀→紙屋町→本通り→袋町→白神社前→並木通り入口→田中町→平塚町→稲荷町→広島駅 | 循環バス。 広島駅→八丁堀はノンストップ。一部、広島駅止めあり。 平日朝夕ラッシュ時は運休、土曜・休日は終日運行 |
| 101  | 市役所前→白神社前→並木通り入口→田中町→平塚町→稲荷町→広島駅                         | 夕ラッシュ時のみ運行、土曜・休日運休                                                                          |
| 102  | 広島駅→稲荷町→平塚町→田中町→並木通り入口→白神社前→本通り→紙屋町→八丁堀→広島駅      | 循環バス。 八丁堀→広島駅はノンストップ。一部、広島駅止めあり。 平日朝夕ラッシュ時は運休、土曜・休日は終日運行 |
| 103  | 広島駅→稲荷町→平塚町→田中町→並木通り入口→白神社前→中電前→市役所前                  | 朝ラッシュ時のみ運行、土曜・休日運休                                                                          |

備考

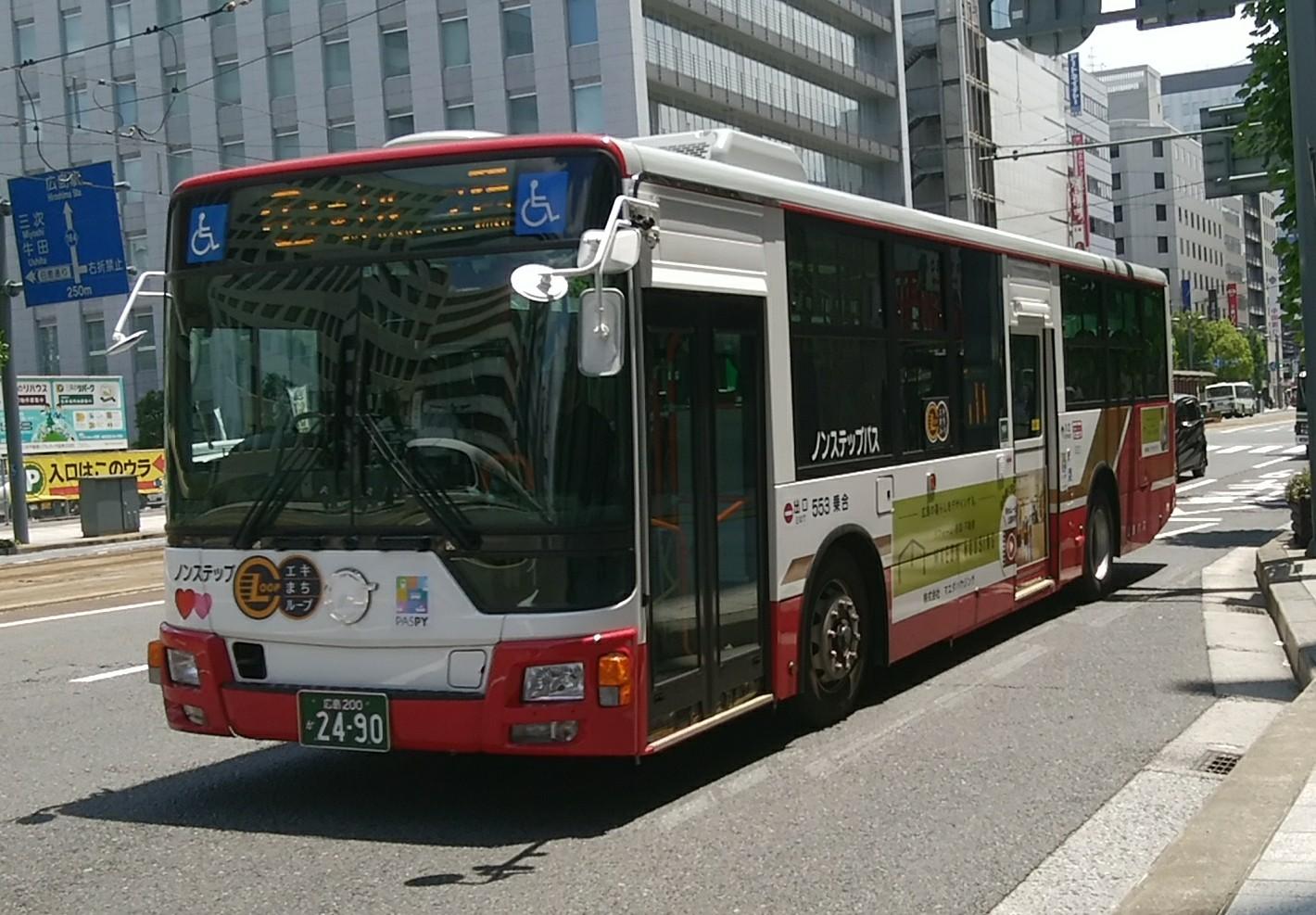
一般路線バス（エキまちループ（都心循環線））

- 2018年5月13日に、広電バス13号線と広島バス51号線との統合・再編により運行開始。
- 広電バスと共同運行。
- 平日は毎時6便、土日祝は毎時5-6便の運行。

#### まちのわループ（都市循環線）
| 系統    | ルート | 特記事項                                                   |
| ------- | --- | ---------------------------------------------------------- |
| 301     | 広島駅新幹線口→女学院前→八丁堀→富士見町→日赤病院前→御幸橋→県病院前→県立広島大学前→旭町→出汐3丁目→大学病院前→大学病院入口→段原中央→段原1丁目→的場町→広島駅      | 循環バス。旭2丁目は301号線のみ停車。 日中のみ運行。        |
| 302     | 広島駅→的場町→段原1丁目→段原中央→大学病院入口→大学病院前→出汐3丁目→旭町→県立広島大学前→県病院前→御幸橋→日赤病院前→富士見町→八丁堀→女学院前→幟町→広島駅新幹線口 | 循環バス。保健所前・幟町は302号線のみ停車。 日中のみ運行。 |
| 321     | 大学病院前→大学病院入口→段原中央→段原1丁目→的場町→広島駅 | 朝夕のみ運行。                                             |
| 322     | 広島駅→的場町→段原1丁目→段原中央→大学病院入口→大学病院前 | 朝夕のみ運行。                                             |
| 332→331 | 広島駅→的場町→段原1丁目→段原中央→大学病院入口→大学病院前→出汐3丁目→旭町→西旭町→出汐3丁目→大学病院入口→段原中央→段原1丁目→的場町→広島駅                         | 循環バス。朝のみ運行。                                     |
| 332→331 | 広島駅→的場町→段原1丁目→段原中央→大学病院入口→大学病院前→出汐3丁目→旭町→西旭町→出汐3丁目→大学病院前→大学病院入口→段原中央→段原1丁目→的場町→広島駅              | 循環バス。夕方のみ運行。                                   |
| 342→341 | 広島駅→的場町→段原1丁目→段原中央→大学病院入口→大学病院前→出汐2丁目→翠2丁目→県病院前→県立広島大学前→出汐2丁目→大学病院入口→段原中央→段原1丁目→的場町→広島駅     | 循環バス。朝のみ運行。                                     |

備考
- 2020年1月26日に、広電バス5号線の一部（広島駅 - 大学病院前間）と広島バス26-1号線（段原旭町線）・31号線（翠町線）との統合・再編により運行開始。
- 301号線・302号線は広電バス・広島交通と共同運行、321号線・322号線と332号線→331号線は広電バスと共同運行、342号線→341号線は全便広島バスの運行。
- 301号線・302号線（広島駅新幹線口-日赤病院前-大学病院前-広島駅）は毎時3便（日中時間帯）の運行。大学病院前-広島駅の区間において、まちのわループ・広島みなと新線あわせて毎時6便が運行されている。

#### 広島みなと新線
| 系統 | ルート | 特記事項 |
| ---- | --- | -------- |
| 311  | 広島港桟橋→宇品町→競輪場前→県立広島大学前→出汐2丁目→大学病院前→大学病院入口→段原中央→段原1丁目→的場町→広島駅 |          |
| 312  | 広島駅→的場町→段原1丁目→段原中央→大学病院入口→大学病院前→出汐2丁目→県立広島大学前→競輪場前→宇品町→広島港桟橋 |          |

備考
- 2020年1月26日に運行開始。

#### 西風みなとライン（湾岸線）
| 系統 | ルート | 特記事項                                                |
| ---- | --- | ------------------------------------------------------- |
| 201  | （免許センター→）ジ・アウトレット広島→鈴が峰住宅→新井口駅→アルパーク アルパークで乗り継ぎ アルパーク→草津町→庚午住宅入口→観音新町二丁目→広商入口→舟入南→吉島西→ベイシティ宇品→広島港桟橋 | 2025年9月28日までの土・日・祝日および年始・お盆のみ運行 |
| 202  | 201号線の逆方向 （免許センター・）ジ・アウトレット広島→アルパーク アルパークで乗り継ぎ アルパーク→広島港桟橋                                                                             | 2025年9月28日までの土・日・祝日および年始・お盆のみ運行 |

備考
（免許センター・）ジ・アウトレット広島 - アルパークは広電バスが運行。

#### 高陽団地循環線※廃止済
| 系統 | ルート                                                                                          | 特記事項                   |
| --- | ----------------------------------------------------------------------------------------------- | -------------------------- |
| | 近隣センター→下深川駅前→地区センター→高陽東高校前→中山公園前→玖村駅前→近隣センター→地区センター | 広島バス運行便、1日2便のみ |
| 高陽車庫→高陽東高校前→地区センター→中山公園前→玖村駅前→近隣センター→下深川駅前→地区センター→高陽東高校前→高陽車庫 | 広島交通運行便                                                                                  |                            |

備考　　
- 広島交通と共同運行。
- 中国JRバス運行便（広島交通運行便と同一経路だった）は、2018年9月30日をもって廃止となった。
- 2023年4月1日をもって廃止。

### 定期観光バス（廃止）

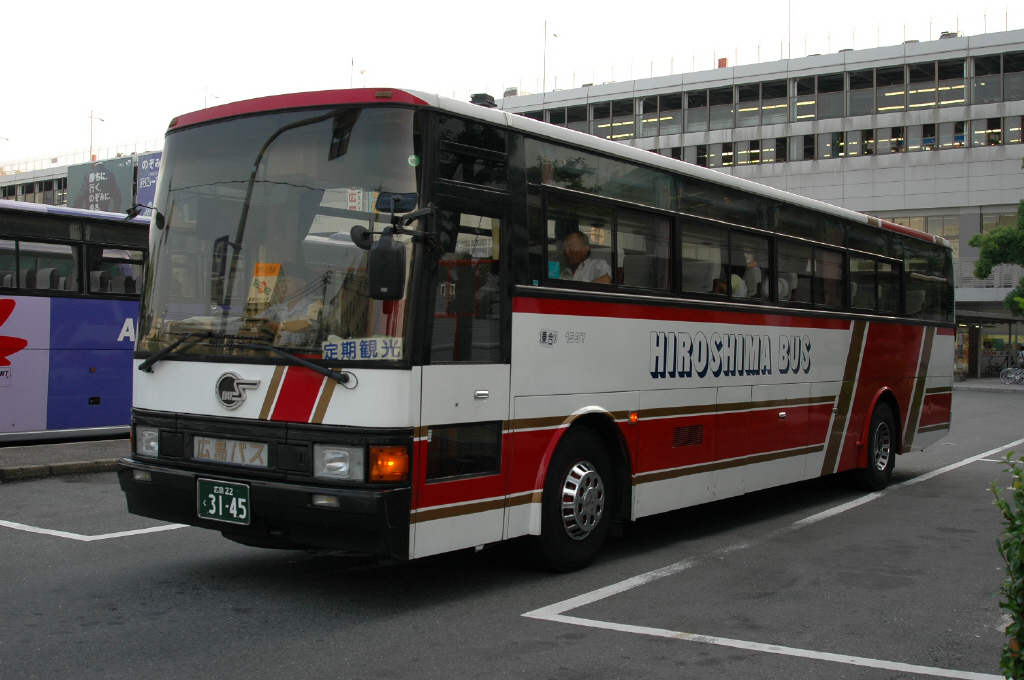
定期観光バス

下記コースが全便予約制で運行されていたが、2013年11月30日の運行を最後に全コースが廃止となった。
- Aコース（広島駅→縮景園→広島城（車窓）→ひろしま美術館→平和公園→広島駅）
- Bコース（広島駅→縮景園→広島城（車窓）→ひろしま美術館→平和公園→広島駅→宮島口→宮島）
- C1コース（広島駅→縮景園→広島城（車窓）→ひろしま美術館→平和公園→宮島口→宮島→宮島口→広島駅）
- C2コース（広島駅→宮島口→宮島→宮島口→平和公園→ひろしま美術館→広島城（車窓）→縮景園→広島駅）
- D1コース（広島駅→宮島口→宮島→宮島口→広島駅）
- D2コース（広島駅→宮島口→宮島→宮島口→広島駅）
- Eコース（広島駅（9:30・12:30発）→宮島口）
  - 広島駅は新幹線口ホテルグランヴィア広島前
  - 12月1日 - 2月末日は全便運休となっていた。

## 車両
路線車両は日産ディーゼル（当時）と三菱ふそうが在籍しているが、2000年までの導入車両は殆ど富士重工ボディを架装している。尚、97年に導入したノンステップバスは全て三菱ふそうで、三菱自動車バス製造架装の車両である。2003年春には富士重工がバスボディ製造から撤退した関係で、2010年まで一時的に西日本車体工業の三菱ふそう及び日産ディーゼルの導入も行われた他、2009年からは三菱自動車バス製造架装の三菱ふそう及び日産ディーゼルの導入も行われている（日産ディーゼルのバス事業撤退後は三菱ふそうのみ導入）。路線車約200台のうち、ほとんどが大型車だが、商工センター循環線(28号線)用に中型車が2台在籍している（この2台は、三菱ふそうのエアロミディである）。

2000年頃からは富士重工ボディの東京都交通局の日産ディーゼルの中古車両が数多く導入された。導入された車両の中には「都市新バス仕様車」と呼ばれる車両も転入していた。また、三菱ふそうの新呉羽自動車工業や三菱自動車工業架装車両も数は少ないが導入していた（現在は廃車されている）。

2005年頃からは西武バスや東急バスからの移籍車両も導入。富士重工ボディの日産ディーゼルが大半である。更に2010年頃からは立川バス・横浜市交通局・相鉄バス・箱根登山バス・羽田京急バスの三菱ふそうバス製造架装の三菱ふそう車両も導入されている。
2014年に入り、広島バスとしては初となるジェイ・バス製の路線バス車両（いすゞ・エルガ）が導入された。また2015年には、17年ぶりにノンステップバスの導入が再開され、ノンステップバスが運用に入る路線も拡大された。
観光車両は約35両が在籍、日産ディーゼルと三菱ふそうを採用しているが、ハイデッカー車は富士重工製を導入した。さらに2015年より、いすゞのガーラを広島バスでは初めて導入した。スーパーハイデッカーは三菱ふそうのエアロクィーンを導入している。現行塗装はかつて運行していた都市間路線バスで採用されていたものを踏襲しており、旧カラーは若干のアレンジを加えた上で路線バス車両に採用されている。
2007年に県内の路線バス事業者としては初の新型エアロエース導入事業者となった。ただし観光バス専業事業者も含むと福山市のアシナトランジット株式会社のほうが導入が早かったため広島県内では2番目の導入である。
広島バスが運行を請け負うマツダ構内バスは一般路線からの転用車や中古車両が使用されており、一般・貸切車では導入実績の無い日野自動車製の車両も導入されている。
2024年3月に、広島電鉄と共同運行するエキまちループ線向けにEVモーターズ・ジャパン製の「F8 series2-City Bus」が導入された。

### 移籍車の供給元
- 東京都交通局
- 西武バス
- 東急バス
- 立川バス
- 横浜市営バス
- 相鉄バス
- 箱根登山バス
- 羽田京急バス
- 神奈川中央交通
- 江ノ電バス
- 高槻市交通部
- 阪急バス
- 新京成バス

### 車両番号（社内コード）
車両には3桁または4桁の番号が付けられており、以下の法則に基づいている。

#### 大型乗合・特定
例：555・5382
|      | 5        | 55       |
| 5    | 3        | 82       |
| ---- | -------- | -------- |
| 用途 | メーカー | 固有番号 |

- 用途
  - なし …大型乗合
  - 5 …特定（マツダ構内バス）
- メーカー
  - 1 …いすゞ・日野（2016年からの移籍車：10x）
  - 1 …日産ディーゼル・UDトラックス（1996年までの自社導入車：ツーステップバス：11x - 17x）
  - 1・2 …いすゞ（2014年からの自社導入車：ノンステップバス・ワンステップバス：18x - 19x・24x - ）
  - 2 …日産ディーゼル・UDトラックス（1997年から2011年までの自社導入車：ノンステップバス・ワンステップバス：20x - 23x）
  - 3・6 …日産ディーゼル・UDトラックス（1997年からの移籍車）
  - 5 …三菱ふそう（1997年からの自社導入車：ノンステップバス・ワンステップバス）
  - 7 …三菱ふそう（1997年からの移籍車）
  - 8 …三菱ふそう（1996年までの自社導入車：ツーステップバス）
  - 0 …EVモーターズ・ジャパン
- 固有番号
  - 用途・メーカーごとの連番
    - 下1桁4・9及び下2桁42・49は欠番となる。

#### 大型貸切
例：1600
| 1    | 6        | 00       |
| ---- | -------- | -------- |
| 用途 | メーカー | 固有番号 |

- 用途
  - 1 …貸切
- メーカー
  - 2 …日産ディーゼル・UDトラックス（2011年まで）
  - 3・5 …三菱ふそう
  - 6 …いすゞ（2015年から）
- 固有番号
  - 用途・メーカーごとの連番
    - 下1桁4・9及び下2桁42・49は欠番となる。

#### 空港リムジン・中型・小型・教習車
例：2016
| 20   | 16       |
| ---- | -------- |
| 用途 | 固有番号 |

- 用途
  - 10 …教習車 (1000)
  - 10 …小型 (1001 - )
  - 11 …中型
  - 20 …空港リムジン
- 固有番号
  - 用途・メーカーごとの連番
    - 下1桁4・9及び下2桁42・49は欠番となる。